# Djakotome
Djakotome (ook Djakotomey) is een van de 77 gemeenten (communes) in Benin. De gemeente ligt in het zuidwesten van het departement Couffo en heeft een oppervlakte van 325 km². De gemeente telt 134.028 inwoners (2013). Djakotome grenst in het westen aan Togo, waar de Mono de landsgrens vormt. De gemeente is onderverdeeld in tien arrondissementen:
- Adjintimey
- Betoumey
- Djakotome I
- Djakotome II
- Gohomey
- Houégamey
- Kinkinhoué
- Kokohoué
- Kpoha
- Sokouhoué

Het klimaat telt twee regenseizoenen en twee droge seizoenen. 
De belangrijkste gewassen zijn maïs, maniok en pindanoten.
In Kinkinhoué staat het paleis van Essou, een lokale Adja-chef die in 1922 door de Franse koloniale overheid werd aangesteld als hoofd van een kanton. Hij volgde zijn vader Houinou op die omstreeks 1910 in dezelfde functie werd benoemd door de Fransen. Houinou werd in 1918 onthoofd door dorpelingen die zich verzetten tegen de gedwongen recruteringen voor het Franse koloniale leger.

## Bevolking
In 2002 telde de gemeente 96.732 inwoners. De Adja vormden veruit de grootste bevolkingsgroep met 98,6 % van de bevolking. In 2013 telde de gemeente al 134.028 inwoners.
Opm: Bevolkingscijfers in duizendtallen
Bron: Djakotomey Commune in Benin; 1979-2013: volkstellingen
Bron: Institut National de la Statistique Benin; 2013: volkstelling

## Geboren
- Bruno Amoussou (1939), politicus
- Oswald Homéky, politicus

## Afbeeldingen

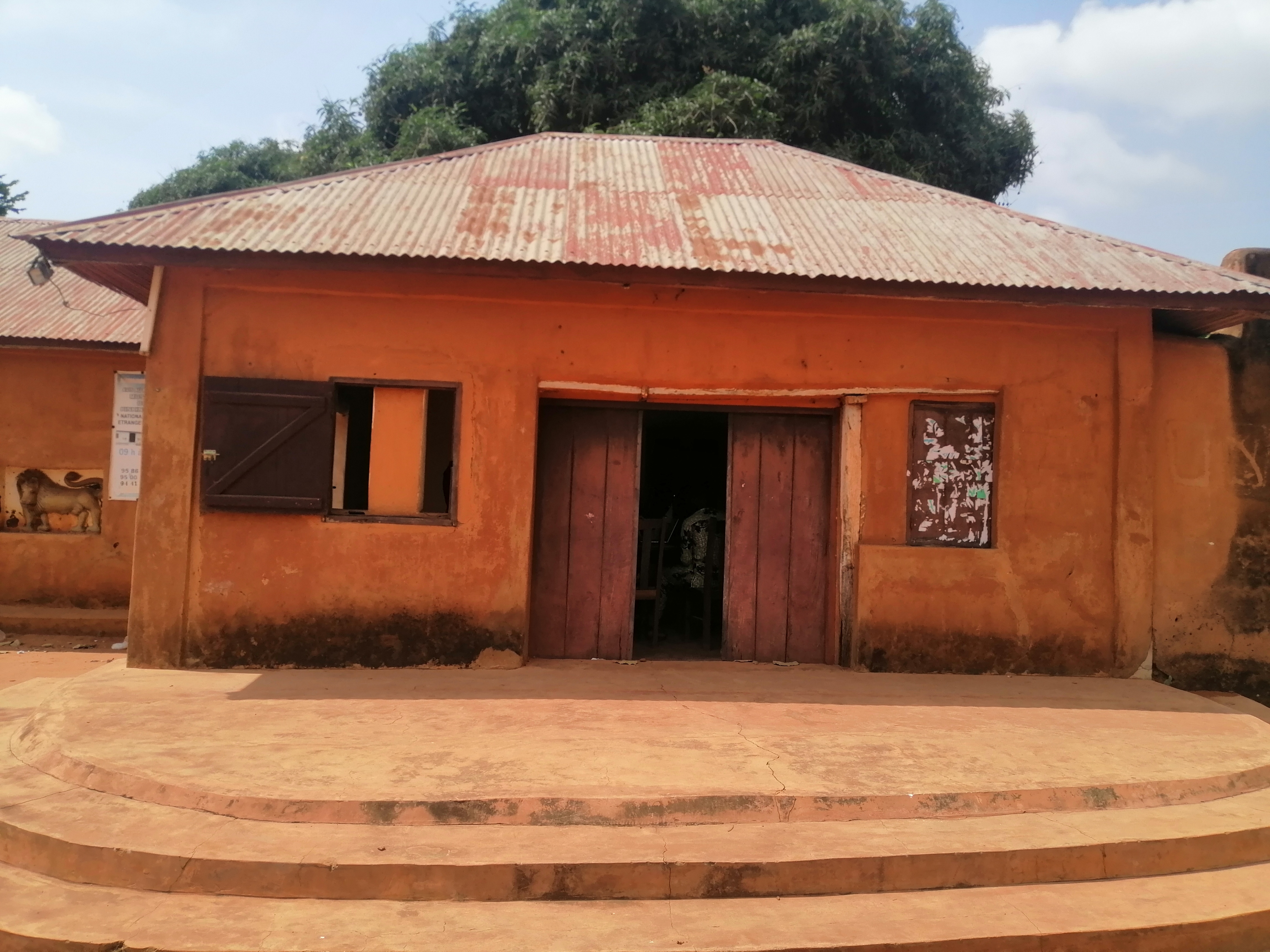
Musée régional de Kinkinhoué
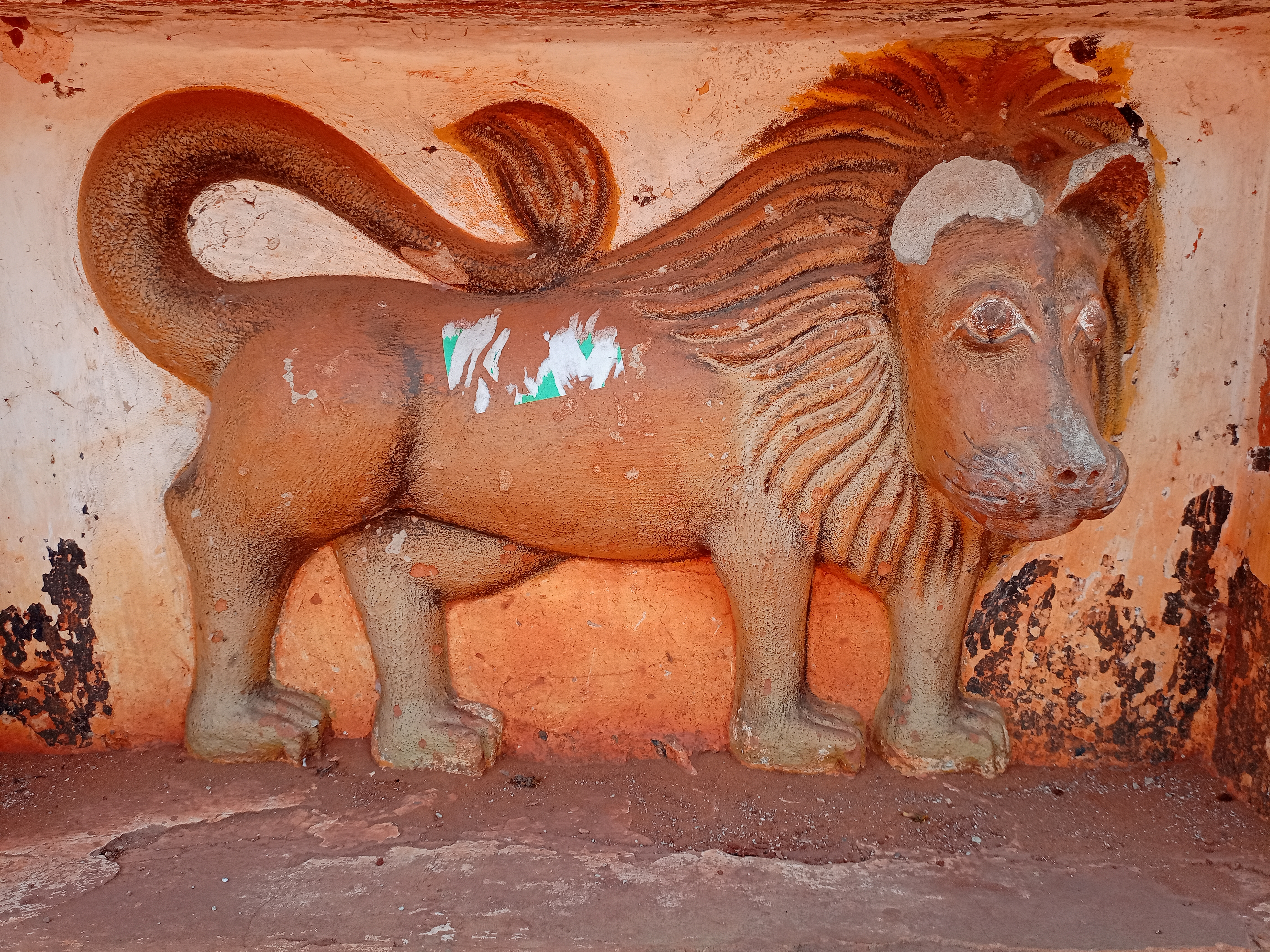
Paleis van Essou in Kinkinhoué
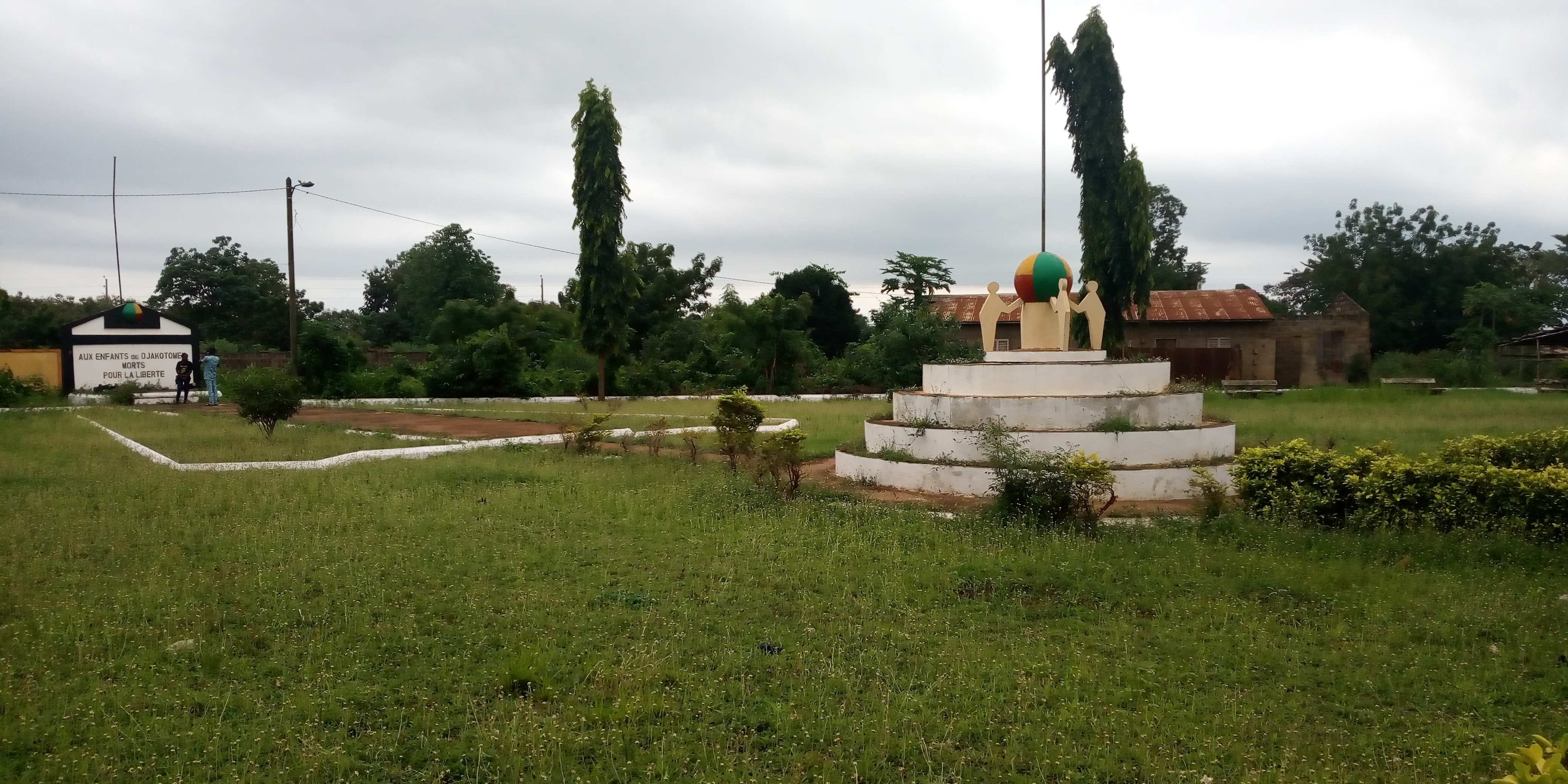
Monumenten voor gesneuvelden
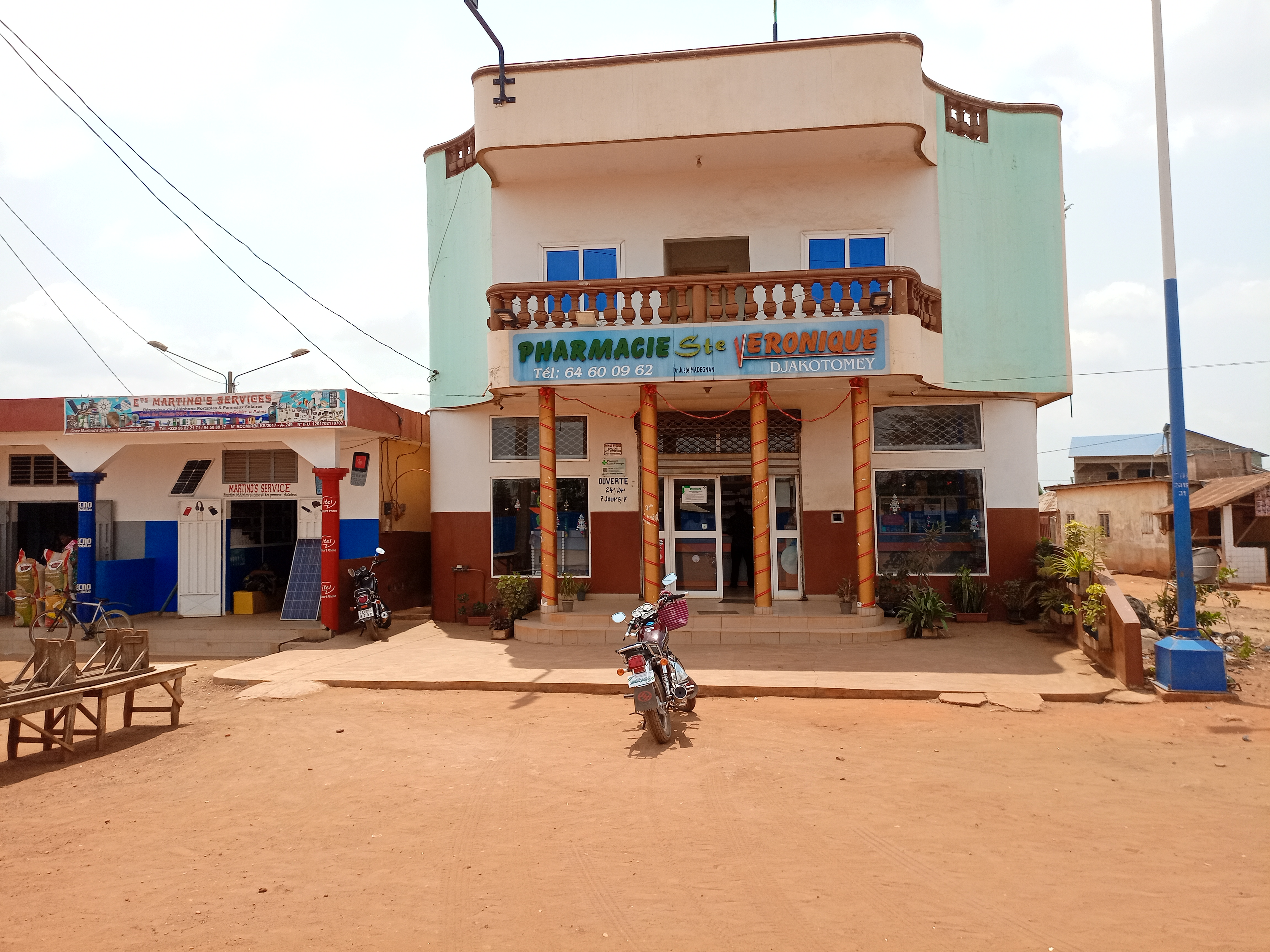
Straatbeeld